# 호앙쭝하이
호앙쭝하이(베트남어: Hoàng Trung Hải, 1959년 9월 22일 ~ )는 베트남의 전 정부부수상(2007-16)이다. 이전에는 공업부 부장을 지냈다.
호앙 부총리는 2015년 11월 23일 롯데그룹 신동빈 회장과 하노이에서 면답하였다. 신 회장은 호앙 부수상에게 롯데가 추진하는 호찌민 시 스마트시티 건설 사업에 적극적인 투자를 부탁하였다.